# Forêt de Misotshi-Kabogo
La forêt de Misotshi-Kabogo est une forêt de la République démocratique du Congo, proche des Monts Marungu, à l’ouest du lac Tanganyika.